# Baumgartenjoch
Baumgartenjoch är ett berg i Österrike.   Det ligger i distriktet Schwaz och förbundslandet Tyrolen, i den västra delen av landet, 400 kilometer väster om huvudstaden Wien. Baumgartenjoch ligger 1 895 meter över havet. Det ligger vid sjön Delpsee.
Terrängen runt Baumgartenjoch är kuperad åt nordost, men åt sydväst är den bergig. Baumgartenjoch ligger uppe på en höjd. Runt Baumgartenjoch är det ganska glesbefolkat, med 42 invånare per kvadratkilometer.. Närmaste större samhälle är Achenkirch, 14,7 kilometer öster om Baumgartenjoch. 
I omgivningarna runt Baumgartenjoch växer i huvudsak blandskog.